# 브랑키야섬

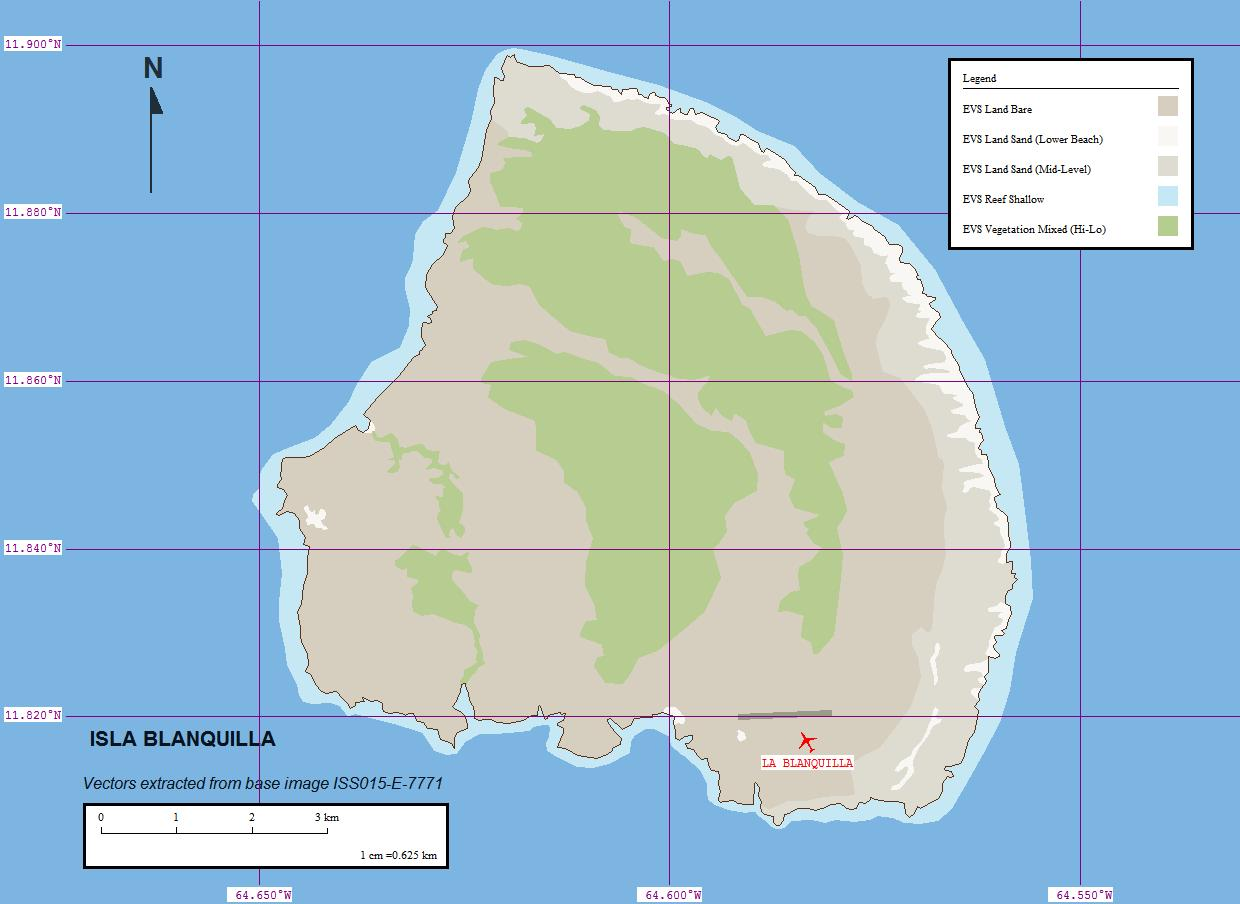
브랑키야 섬의 지도

브랑키야섬 (Blanquilla Island)은 카라카스의 대략 182 마일 북동쪽 남동 카리브해에 위치한, 섬이자 베네수엘라의 연방령 중 하나이다. 다이버들에게 인기있는 곳이자 하얀 모래 해변으로 유명하다. 섬의 야생은 당나귀와 염소 뿐만 아니라, 현지 선인장과 이구아나를 포함한다. 그곳의 암초는 보석과 다른 공예품에 쓰이는 검은 산호로 유명하다. 섬은 가장 남쪽의 물 위로 아베스 용마루 (Aves Ridge)가 노출이 되어있다.

## 같이 보기
- 베네수엘라 연방 속지

## 참고
1. ↑  http://earthobservatory.nasa.gov/IOTD/view.php?id=8252 Aves Ridge에 대한 언급